# High on Fire
High on Fire – amerykański zespół metalowy, który powstał w 1999 roku w San Francisco.

## Dyskografia
| The Art of Self Defense     | - data: 7 marca 2000 - wydawca: Man’s Ruin Records  | –   | –  | –  |                   |
| Surrounded by Thieves       | - data: 28 maja 2002 - wydawca: Relapse Records     | –   | –  | –  |                   |
| Blessed Black Wings         | - data: 1 lutego 2005 - wydawca: Relapse Records    | –   | –  | 40 |                   |
| Death Is This Communion     | - data: 18 września 2007 - wydawca: Relapse Records | 142 | 18 | 2  |                   |
| Snakes for the Divine       | - data: 23 lutego 2010 - wydawca: E1 Music          | 63  | 6  | –  | - USA: 11,9 tys.+ |
| De Vermis Mysteriis         | - data: 3 kwietnia 2012 - wydawca: E1 Music         | 63  | 7  | –  | - USA: 10,1 tys.+ |
| Luminiferous                | - data: 16 czerwca 2015 - wydawca: E1 Music         | 110 | 5  | –  | - USA: 8,7 tys.+  |
| Electric Messiah            | - data: 5 października 2018 - wydawca: E1 Music     | 127 | 5  |    |                   |
| Cometh the Storm            | - data: 19 kwietnia 2024 - wydawca: MNRK Heavy      | -   | -  |    |                   |
| „–” album nie był notowany. |                                                     |     |    |    |                   |